# Dysdera flagellifera
Dysdera flagellifera är en spindelart som beskrevs av Lodovico di Caporiacco 1947. Dysdera flagellifera ingår i släktet Dysdera och familjen ringögonspindlar.
Artens utbredningsområde är Italien. Utöver nominatformen finns också underarten D. f. aeoliensis.